# Aplocera submundulata
Aplocera submundulata là một loài bướm đêm trong họ Geometridae.